# Albert de Prusse (1809-1872)
Le prince Frédéric Henri Albert de Prusse, né le 4 octobre 1809 à Königsberg et mort le 14 octobre 1872 à Berlin, est le fils et dernier des neuf enfants de Frédéric-Guillaume III de Prusse et de son épouse la reine Louise. Il est né en province de Prusse-Orientale, lorsque le reste du royaume était occupé par les Français et leurs alliés. La reine meurt un an après sa naissance. Le prince Albert était général d'armée.

## Biographie
Le prince Albert passe du grade de sous-lieutenant de l'armée du royaume de Prusse, à l'âge de dix ans, jusqu'à celui de général d'armée (Generaloberst) à la fin de sa carrière. Général de cavalerie en 1852, il est nommé inspecteur du troisième corps d'armée en 1865. Pendant la guerre austro-prussienne de 1866, il commande la cavalerie de la première armée et participe aux batailles de Münchengrätz, de Gitschin et de Sadowa. Il commande au début de la guerre de 1870 la 4e division de cavalerie de la 3e armée et combat victorieusement à Wissembourg, à Reichshoffen et Sedan, avant d'entrer dans Paris. Il continue ensuite vers la Loire et Orléans.
Le prince Albert permet alors à sa division de participer aux opérations victorieuses du général von der Tann, et de celles de ses neveux, le grand-duc de Mecklembourg, Frédéric-François II de Mecklembourg-Schwerin et le prince Frédéric-Charles de Prusse dans la région de la Loire. Le prince Albert est nommé général d'armée à la fin de la guerre. Il meurt le 14 octobre 1872 et est enterré dans le mausolée du parc de Charlottenbourg.

## Famille

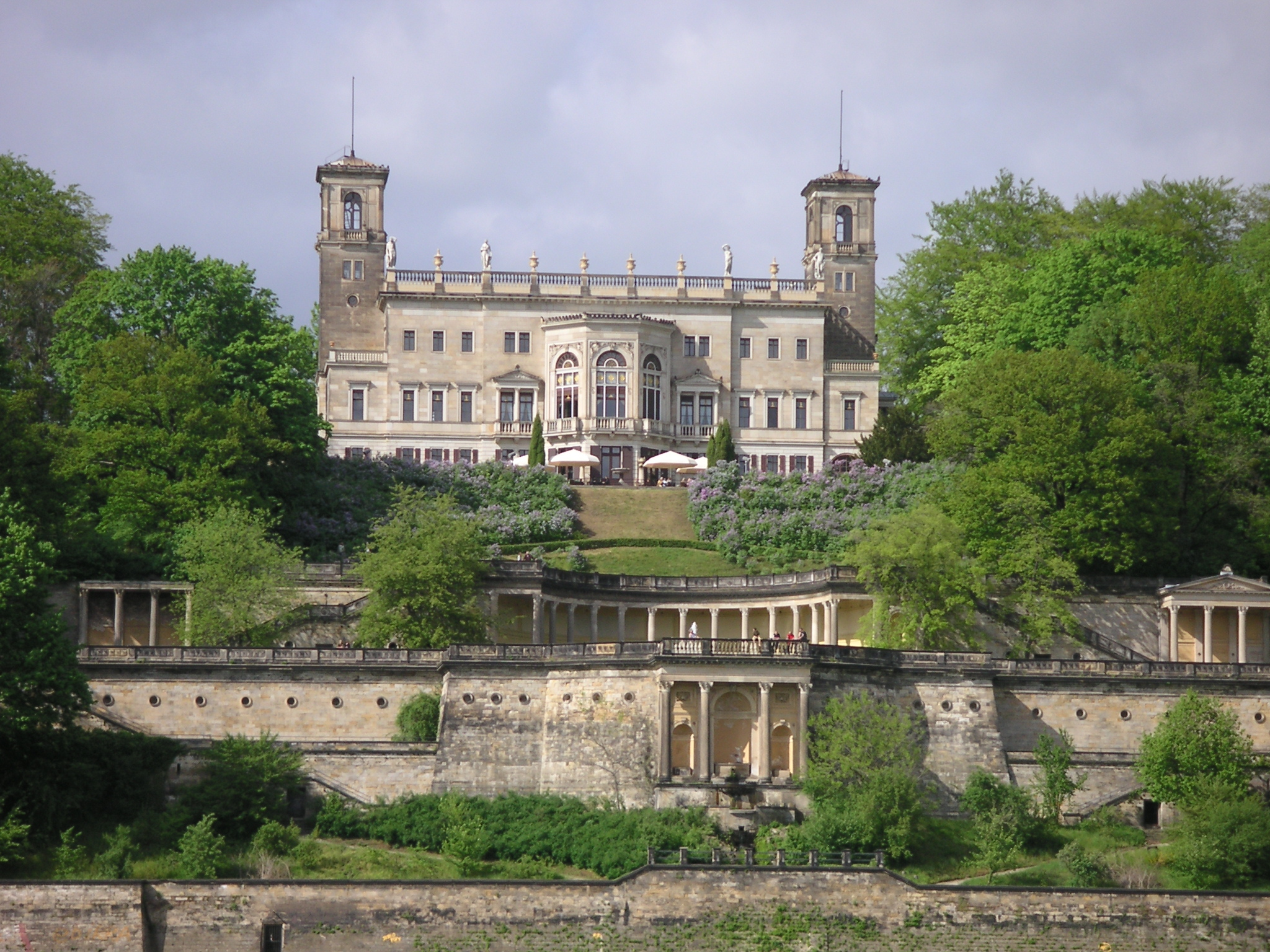
Vue du château d'Albrechtsberg

Le prince Albert épouse le 14 septembre 1830, sa cousine, la princesse Marianne d'Orange-Nassau (1810-1883), fille du roi Guillaume Ier des Pays-Bas et de la reine, née princesse Wilhelmine de Prusse (1774-1837).
Lasse des infidélités de son mari, celle-ci connue pour son franc-parler, s'enfuit en 1845 avec son cocher, Joachim van Rossum, dont elle a un fils et obtient le divorce en 1849. De son union avec le prince Albert sont issus :
- Charlotte (1831-1855), qui épouse en 1850 le duc Georges II de Saxe-Meiningen (1826-1914) ;
- Albert de Prusse (1837-1906), qui épouse en 1873 la princesse Marie de Saxe-Altenbourg (1854-1898) ;
- Élisabeth, née et morte en 1840 ;
- Alexandrine (1842-1906), qui épouse en 1865 le duc Guillaume de Mecklembourg (1827-1879).

Après son divorce, le prince Albert fait un mariage morganatique avec l'ancienne dame d'honneur de la princesse Marianne, Rosalie von Rauch, fille de Gustav von Rauch. De cette union sont issus deux fils :
- Wilhelm von Hohenau (1854-1930), qui épouse en 1878 la baronne Laura Saurma von und zu der Jeltsch (1857-1884), puis la princesse Marguerite de Hohenlohe-Öhringen ;
- Friedrich von Hohenau (1857-1914), qui épouse en 1881 Charlotte von der Decken (1863-1933).

Exclu de la Cour, le prince vit dans son château d'Albrechtsberg à Dresde.